# The Pawn of Fate
The Pawn of Fate er en amerikansk stumfilm fra 1916 af Maurice Tourneur.

## Medvirkende
- George Beban som Pierre Dufrene.
- Doris Kenyon som Marcine Dufrene.
- Charles W. Charles.
- John Davidson som André Lesar.
- Johnny Hines som Giradot.